# Římskokatolická farnost Valkeřice
Římskokatolická farnost Valkeřice (lat. Algersdorfium) je církevní správní jednotka sdružující římské katolíky na území obce Valkeřice a v jejím okolí. Organizačně spadá do děčínského vikariátu, který je jedním z 10 vikariátů litoměřické diecéze.

## Historie farnosti
Jedná se o tzv. starobylou farnost – založenou ve středověku, datum založení však není přesně známo. Matriky jsou vedeny od roku 1610.

### Duchovní správcové vedoucí farnost
Začátek působnosti jmenovaného v duchovní správě farnosti od:
- 1624   Joann. Emesius
- 1640   Steph.  Georg. Langinus von Langefeld OFM Con. z Litoměřic
- 1645   Daniel Conrad. Michel
- 1658   Caspar. Scheilling
- 1658   Gotfr. Georg. Zoll
- 1683   Wencesl. Anton.
- 1722   Franc. Anton. Kripel
- 1751   Franc. Anton. Richter
- 1781   Joann. Schlegel, † 11. 6. 1802
- 1802   Ioann. Liehnert, n. 6. 8. 1743 Johnbach, o. 21. 12. 1768
- 1822   Bonfilius Ballanda (před josefinskými reformami servita[3]), n. 15. 7. 1756 Litoměřice, o. 21. 9. 1781, † 2. 6. 1834
- 1827   Joann. Slabinger, n. 26. 12. 1753 Litomyšl, o. 31. 12. 1776, † 2. 12. 1831
- 1831   Joann. Müller, n. 16. 4. 1775 Hrušovany u Litoměřic, o. 7. 12. 1799, † 29. 12. 1846
- 1848   Adolph. Holfeld, n. 1. 5. 1812 Jiříkov, o. 3. 8. 1836, † 10. 8. 1892
- 1849   Anton. Escherich, n. 12. 8. 1783 Stružnice, o. 15. 8. 1809, † 9. 12. 1856
- 1858   Josef Steinmetzer, n. 27. 8. 1798 Byneyens., o. 7. 10. 1823, † 22. 4. 1864
- 1865   Anton. Richter, n. 8. 7. 1801 Wölmsdorf, o. 27. 8. 1825, † 13. 5. 1886 (Konojedy)
- 1886   Anton. Donat, n. 1. 10. 1839 Filipov, o. 15. 7. 1867, † 26. 1. 1921 (Jiříkov)
- 1. 9. 1908   Josef Finger, n. 7. 1. 1874 Čížkovice, o. 10. 7. 1898, † 14. 4. 1948
- 1. 6.  1948   Car. Müller
- 1. 11. 1951   Ignác Stodůlka
- 6. 9.  1953   Ferdinand Kramář
- 19. 1. 1954   Ignác Stodůlka
- 1. 3.  1954   Karel Petržílek
- 20. 9. 1955   Rudolf Hevera
- 25. 2 . 1956  Tomáš Holoubek
- 1. 7.  1956  Jiří Kabát
- 1. 8.  1957  Vojtěch Noll
- 1. 9.  1960 Jan Hodinář
- 1. 8.  1971 Miloslav Frank
- 1. 6.  1985 Jan Bláha
- 1. 8.  1985 Richard Kavan
- 1. 7.  1986 Jan Bláha
- 1. 7.  1990 Pavel Zach
- 1. 4.  1991 Jaroslav Gajdošík
- 1. 10. 1992 Jiří Sucharda
- 1. 8.  1998 Štefan Pilarčík
- 1. 7.  2001 Bohuslav Bártek, admin. exc. z Benešova nad Ploučnicí
- 1. 7. 2006 František Segeťa, admin. exc. in spiritualibus ze Srbské Kamenice
- 1. 7. 2006 Marcel Hrubý, admin. exc. in materialibus ze Srbské Kamenice
- 1. 4. 2016 Jozef Kujan SDB, admin. exc. in spiritualibus z Jiříkova[4]

Kromě kněží stojících v čele farnosti, působili ve farnosti v průběhu její historie i jiní kněží. Většinou pracovali jako farní vikáři, kaplani, katecheté, výpomocní duchovní aj.

## Území farnosti
Do farnosti náleží území obce:
- Dolní Valkeřice (Nieder Algersdorf[p 2])
- Sluková (Schneppendorf[p 2])
- Valkeřice (Algersdorf[p 2])

## Římskokatolické sakrální stavby na území farnosti
| Stavba | Místo          | Bohoslužby     | Zeměpisné souřadnice             | Status               |                |                |                |
| Zaniklý kostel | Zaniklý kostel | Zaniklý kostel | Zaniklý kostel                   | Zaniklý kostel       | Zaniklý kostel | Zaniklý kostel | Zaniklý kostel |
| --- | -------------- | -------------- | -------------------------------- | -------------------- | -------------- | -------------- | -------------- |
| Kostel sv. Barbory | Valkeřice      | nelze sloužit  | 50°42′15″ s. š., 14°19′31″ v. d. | zbořený farní kostel |                |                |                |
| Některé drobné sakrální stavby a pamětihodnosti lze dohledat zde v databázi Drobné sakrální památky Zaniklé sakrální stavby lze dohledat zde v databázi Poškozené a zničené kostely, kaple a synagogy v České republice |                |                |                                  |                      |                |                |                |

Ve farnosti se mohou nacházet i další drobné sakrální stavby, místa římskokatolického kultu a pamětihodnosti, které neobsahuje tato tabulka.

## Příslušnost k farnímu obvodu
Z důvodu efektivity duchovní správy byl vytvořen farní obvod (kolatura) farnosti Srbská Kamenice, jehož součástí je i farnost Valkeřice, která je tak spravována excurrendo. Přehled těchto kolatur je v tabulce farních obvodů děčínského vikariátu.